# Быков, Борис Иванович
Борис Иванович Бы́ков (25 февраля 1925, Белокалитвинский район, Ростовская область — 1 февраля 2008, Белая Калитва, Ростовская область) — участник Великой Отечественной войны, командир отделения миномётной роты 1176-го стрелкового полка 350-й стрелковой дивизии 13-й армии 1-го Украинского фронта, сержант, Герой Советского Союза (1944).

## Биография
Родился 28 февраля 1925 года на хуторе Верхний Попов ныне Белокалитвенского района Ростовской области в семье казака - хлебороба. Русский.
У его родителей — Ивана Кирилловича и Марии Ивановны — помимо старшего сына Бориса, было ещё двое детей, сын и дочь, которая умерла в раннем детстве. Отец был табунщиком в колхозе, и маленький Боря с детства помогал ему в работе. С началом войны отец ушёл на фронт, погиб в боях под Москвой осенью сорок первого года.
Борис окончил 5 классов.
В Красной Армии Борис с 25 марта 1943 года. Окончив Ворошиловградскую полковую школу, стал миномётчиком. Участник войны с июня 1943 года. Боевое крещение получил под городом Лисичанском (ныне Луганская область Украины). Принимал участие в освобождении Украины, Польши.
29 июля 1944 года в числе первых форсировал реку Висла в районе населённого пункта Лонжек (20 километров юго-западнее города Сандомир) и отразил атаку вражеских автоматчиков, уничтожив в упор до ста вражеских солдат и офицеров. Расчёт отличился и в боях под Копшивницей, где командир отделения Быков подбил вражеский танк.

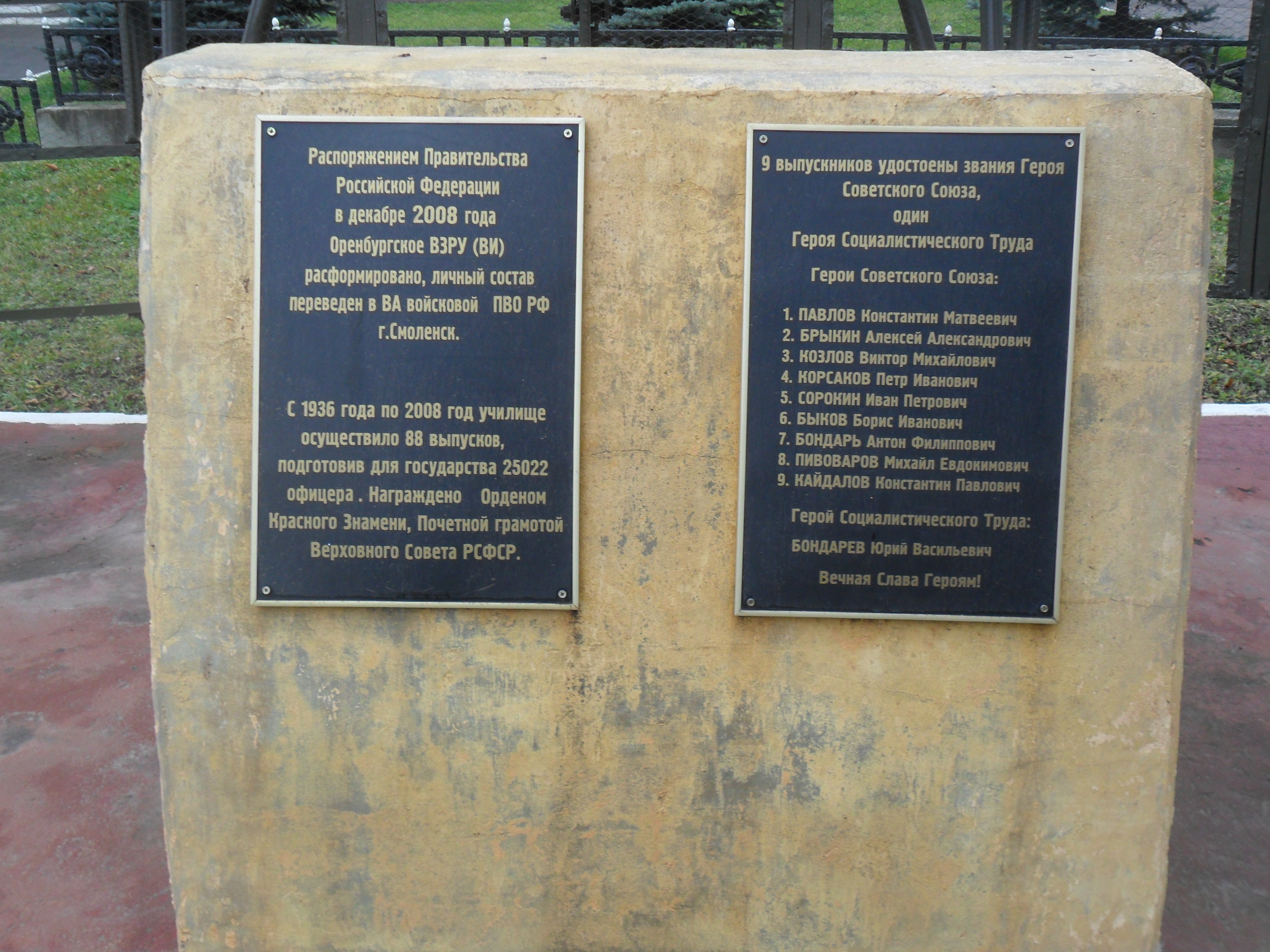
Имя Быкова в числе выпускников Оренбургского училища на памятном знаке.

Вместе со своим полком 19-летний Герой дошёл до Варшавы, после взятия которой его вызвал к себе командир полка и сказал, что вышел приказ направить Быкова на учёбу в артиллерийское училище. Но перед этим они заехали в Москву, где в Кремле получили высокую награду из рук всесоюзного старосты — Михаила Ивановича Калинина.
Борис Иванович был направлен в Оренбургское училище осенью 1944 года. Пройдя ускоренный курс обучения, один год вместо трёх, Быков вышел из училища лейтенантом. Будучи курсантом, встретил здесь в училище свою судьбу — девушку Наташу. Она служила в воинской части при училище. В 1946 году они зарегистрировали свой брак.
После войны продолжал службу в Вооружённых Силах СССР. В 1947 году Быков был демобилизован. Вернулся на родину. Работал председателем колхоза имени Суворова в хуторе Верхний Попов. В 1953 году стал членом КПСС.
В начале 1950-х годов переехал в город Белая Калитва Ростовской области. Работал на Белокалитвенском металлургическом заводе, где прошёл путь от прессовщика до бригадира заточного отдела. После выхода на пенсию работал мастером в ПТУ, обучал будущих трактористов, комбайнёров.
В начале 1990-х годов Б. И. Быков стоял у истоков возрождения казачества в станице Усть-Белокалитвинской. почетный гражданин города Белая Калитва, Почетный казак Усть-Белокалитвинского юрта, казачий полковник. Принимал активное участие в работе юрта, возглавлял совет стариков.
Казачий полковник Б. И. Быков скончался 1 февраля 2008 года после тяжёлой болезни. Похоронен в городе Белая Калитва.

## Награды
- Указом Президиума Верховного Совета СССР от 23 сентября 1944 года за образцовое выполнение боевого задания командования в борьбе с немецко-фашистскими захватчиками и проявленные при этом мужество и героизм, сержанту Быкову Борису Ивановичу присвоено звание Героя Советского Союза с вручением ордена Ленина и медали «Золотая Звезда» (№ 5299)[2].
- Награждён орденом Ленина (1944), орденом Отечественной войны 1-й степени (1985), медалями, среди которых две медали «За Отвагу».

- Медаль «Золотая Звезда» Героя Советского Союза № 5299(23.09.1944)[2].
- Орден Ленина (23.09.1944)[2].
- Орден Отечественной войны 1 степени (11.03.1985)[3]
- Медаль «За отвагу» (19.03.1944)[4]
- Медаль «За отвагу»
- «В ознаменование 100-летия со дня рождения Владимира Ильича Ленина» (6 апреля 1970)
- «За победу над Германией в Великой Отечественной войне 1941—1945 гг.» (9.5.1945)
- «20 лет Победы в Великой Отечественной войне 1941—1945 гг.» (7 мая 1965[5])
- «30 лет Победы в Великой Отечественной войне 1941—1945 гг.»[6]
- Медаль «Сорок лет Победы в Великой Отечественной войне 1941—1945 гг.»[7]
- Юбилейная медаль «50 лет Победы в Великой Отечественной войне 1941—1945 гг.»[8]
- «Ветеран труда»
- «30 лет Советской Армии и Флота»[9]
- «40 лет Вооружённых Сил СССР»[10]
- «50 лет Вооружённых Сил СССР» (26 декабря 1967[11])
- «60 лет Вооружённых Сил СССР» (28 января 1978[12])
- Знак «25 лет победы в Великой Отечественной войне» (1970)

- Почётный гражданин города Белая Калитва.
- Почётный казак Усть-Белокалитвинского юрта.

## Память
- Его имя присвоено ПТУ № 90 города Белая Калитва.
- Мемориальная доска установлена на аллее Славы в городе Белая Калитва.
- Фамилия Героя высечена на памятном знаке с именами Героев Советского Союза и Героев Социалистического Труда ‒ выпускников Оренбургского военного зенитно-ракетного училища (ныне слившегося с Военной академией войсковой ПВО РФ), установленном в Смоленске.